# 松田正之
松田 正之（まつだ まさゆき、1892年（明治25年）11月2日 - 1976年（昭和51年）5月2日）は、日本の逓信・拓務官僚、政治家。南洋庁長官、貴族院男爵議員。旧名・定之助。

## 経歴
東京府出身。有馬頼萬の三男として生まれ、松田正久の養子となる。養父の死去により、1915年9月1日、男爵を襲爵。学習院を経て、1916年7月、京都帝国大学法科大学政治学科を卒業。1917年3月、帝室博物館属となり、1920年6月まで在任。
1920年10月、高等試験行政科試験に合格し、同年11月、逓信局書記兼逓信属となる。以後、同事務官、地方海員審判所審判官兼逓信局事務官、兼逓信省事務官などを歴任。1923年4月、拓務事務局書記官兼内閣書記官に転じた。その後、内閣拓殖局書記官、拓務書記官・管理局第一課長を務め、1931年11月に辞職。1932年2月、南洋庁長官に就任。1933年8月、朝鮮総督府専売局長に転じた。1934年11月、依願免本官となり退官した。
1934年12月8日、貴族院議員補欠選挙に当選し、貴族院男爵議員に就任し、1947年5月2日の貴族院廃止まで在任した。この間、小磯内閣外務政務次官などを務めた。
その他、昭和鉱業監査役、水産化学工業監査役、アマゾニア産業監査役、南洋アルミニューム会長などを務め、第二次世界大戦後は東京慈恵会理事、東京慈恵会医科大学理事を務めた。

## 親族
- 兄 有馬頼寧（伯爵）[8]・安藤信昭（子爵）[8]
- 妻 蜂須賀笛子（蜂須賀正韶二女、のちに離縁）[1]
- 娘 賀陽朝子（賀陽治憲の妻）[1]